# مات كينيون
مات كينيون (بالإنجليزية: Matt Kenyon)‏ (8 فبراير 1998 بشاطئ افوكا في أستراليا - ) هو لاعب كرة سلة أسترالي في مركز مدافع مسدد الهدف.

## وصلات خارجية
- مات كينيون على موقع كرة السلة الأوروبية.كوم (الإنجليزية)
- مات كينيون على موقع ريلجم (الإنجليزية)
- مات كينيون على موقع بروبوليرز (الإنجليزية)
- مات كينيون على موقع سبورتس رفرنس (الإنجليزية)
- مات كينيون على موقع سبورتس رفرنس (الإنجليزية)